# Jaroslav 1. af Kijev
Jaroslav I (ukrainsk: Ярослав, tr. Jaroslav; kristentnavn: Georg; oldnordisk: Jarizleifr; kaldet Jaroslav den vise; født 978, død 1054) var storfyrste af Kijevriget fra 1019 til 1054. Han var søn af Vladimir I og Rogneda af Polotsk, nogle kilder angiver Anna af Byzans som hans mor.
Efter sin fars død i 1015 kæmpede Jaroslav længe mod sine brødre om tronen, og søgte støtte fra Sverige. Han erobrede med hjælp fra væringerne Kijev i 1019. Under hans styre blomstrede kirken, kulturen og militærmagten markant. Under Jaroslavs styre blev den første lovbog for riget udgivet, "Russkaja pravda".
Jaroslav var gift med den svenske prinsesse Ingegjerd Olofsdatter. Hun var oprindelig lovet bort til Olav den hellige. På sine ældre dage gik hun i kloster, og blev helgenkåret som den hellige Anna af Novgorod. Jaroslav og Ingegerd var værter for Olav den Hellige og hans følge da de drog i eksil i Rusland før Olav returnerede til Norge og faldt i slaget ved Stiklestad.
Hans datter Jelizaveta Jaroslavna, eller Ellisif af Kijev, som hun også kaldes, blev gift med kong Harald Hårderåde.